# Nunaoil
Nunaoil A/S er det statslige olieselskab i Grønland.
Selskabet blev dannet i 1985 med ejerskabet lige fordelt mellem Grønlands Hjemmestyre og DONG Energy. Det har en andel af alle udvindingslicenser som uddeles, og blev etableret for at fremme investeringerne i olie- og gasindustrien gennem samarbejde med de enkelte kommuner og internationale olieselskaber. Det opererer som carried partner, som betyder, at det ikke investerer før det er besluttet om et olie- eller gasfelt skal udvindes, da selskabet betaler sin forholdsmæssige andel af udbygnings- og produktionsomkostningerne. 
I 1990'erne indsamlede selskabet primært seismiske data som operatør for en gruppe internationale olieselskaber i Nordøst- og Vestgrønland. Senere drejede fokusset mod sydkysten af Grønland, hvor selskabet kortlagde store områder med potentielle oliefund. Siden 2000 har der været tilstrækkelig med interesse fra den seismiske branche så Nunaoil nu har kunnet afslutte indsamlingen af seismiske data. 
Selskabet har også været involveret i licensuddelingerne i Baffinbugten ved vestkysten, hvor Nunaoil har minimum 8,5 % ejerskab i alle blokke som er givet i licens.
I 2006 solgte DONG sine andele i Nunaoil til den danske stat fordi den danske regering vedtog delvis at privatisere DONG, men eftersom det af Nunaoils vedtægter fremgår, at alle aktierne direkte eller indirekte skal ejes af den danske stat, måtte aktierne overføres til staten forud for privatiseringen. I henhold til det Grønlands selvstyre, som trådte i kraft den 21. juni 2009, overdrog den danske stat sin del til den grønlandske regering.